# Pierre Louis Charles de Failly
Pierre Louis Charles de Failly (Rozoy-sur-Serre, Francia, 21 de enero de 1810–Compiègne, 15 de noviembre de 1892) fue un general de División francés, que mandó el V Cuerpo de Ejército francés durante la Guerra francoprusiana. Hijo de Charles Louis, conde de Failly, y de Sophie de Mons de Maigneux (a veces aparece en algunos documentos como Desmons).

## Biografía
Licenciado de la Escuela Militar Especial de Saint-Cyr en 1828, su primer destino es la ciudad de París, ganándose la reputación de crueldad a raíz de los sucesos de la calle Transnonain. El caricaturista Honoré Daumier dibujó el episodio de la casa Doyen con singular energía.
Coronel en agosto de 1851, general de Brigada el 29 de agosto de 1854, participa en la Guerra de Crimea, de donde regresa ya ascendido a general de División.
En 1857 contrae matrimonio con Felicité de Frézals de Bourfaud, nacida en Compiègne (Oise) el 19 de abril de 1821.
Tras ser enviado a Italia para participar en la segunda guerra de Independencia de Italia, de Failly es nombrado gran oficial de la Legión de Honor. En 1867, se le encarga frenar en seco los intentos de Garibaldi de ocupar los Estados Pontificios; tras la batalla de Mentana escribió: «nuestros fusiles Chassepot han hecho maravillas», frase malhadada que le fue duramente recriminada.
Senador, al mando del V Cuerpo de Ejército en 1870, el favorito imperial muestra la medida de su espíritu al permitir el aplastamiento de Patrice de Mac-Mahon en la batalla de Froeschwiller-Woerth, que tiene lugar en Reichshoffen (Alsacia), el 6 de agosto de 1870.
El 30 de agosto, despreciando las advertencias de los habitantes de Beaumont-en-Argonne, se deja sorprender cerca del río Mosa, mientras sus soldados comían una sopa. Víctima de la impericia de su jefe, la División de Failly aplastada, queda al descubierto el cuerpo principal del ejército, que avanza hacia Sedan, y su derrota precipita el desastre final.
A su regreso de Alemania, el general de Failly logra escapar al consejo de guerra, hacerse olvidar y pasar al retiro.

## Carrera militar
Véase el cuadro inferior:
| Carrera militar          | Carrera militar        | Carrera militar                                                                                    |
| ------------------------ | ---------------------- | -------------------------------------------------------------------------------------------------- |
| Fecha                    | Grado                  | Destino                                                                                            |
| 18 de noviembre de 1826  | Alumno-Oficial         | Escuela Militar Especial de Saint Cyr                                                              |
| 1 de octubre de 1828     | Subteniente            | 35.º Regimiento de Infantería de línea                                                             |
| 20 de diciembre de 1830  | Teniente               | |
| 30 de abril de 1837      | Capitán                | |
| 28 de febrero de 1839    | Capitán ayudante mayor | |
| 30 de octubre de 1840    | Capitán                | 7.º Batallón de Cazadores a pie                                                                    |
| 1 de diciembre de 1840   |                        | 8.º Batallón de Cazadores a pie                                                                    |
| 20 de marzo de 1841      |                        | Ordenanza del rey Luis Felipe de Francia                                                           |
| 3 de julio de 1843       | Jefe de Batallón       | 68.º Regimiento de Infantería de línea                                                             |
| 14 de abril de 1844      | Jefe de Cuerpo         | 2.º Batallón de Cazadores a pie                                                                    |
| 10 de julio de 1848      | Teniente coronel       | 49.º Regimiento de Infantería de línea                                                             |
| 26 de noviembre de 1848  | Jefe de Cuerpo         | Escuela de tiro de Toulouse                                                                        |
| 8 de abril de 1850       |                        | 49.º Regimiento de Infantería de línea                                                             |
| 8 de agosto de 1851      | Coronel                | 20.º Regimiento de Infantería de línea                                                             |
| 29 de agosto de 1854     | General de Brigada     | |
| 29 de septiembre de 1854 |                        | Comandante de la 2.ª Brigada de la 2.ª División de Infantería del 2.º Cuerpo (Ejército de Oriente) |
| 1 de noviembre de 1854   |                        | Destinado en el Gan Cuartel General del Ejército de Oriente                                        |
| 9 de febrero de 1855     |                        | Comandante de la 2.ª Brigada de la 3.ª División de Infantería del 2.º Cuerpo (Ejército de Oriente) |
| 24 de agosto de 1855     |                        | Mando de la 1.ª Brigada de Infantería de la Guardia Imperial                                       |
| 22 de septiembre de 1855 | General de División    | |
| 28 de octubre de 1855    |                        | Manda la 3.ª División de Infantería del Cuerpo de Reserva del Ejército de Oriente                  |
| 1 de mayo de 1856        |                        | Manda la 3.ª División de Infantería del Ejército de Lyon                                           |
| 12 de mayo de 1856       |                        | Ayudante de campo de Napoleón III                                                                  |
| 23 de abril de 1859      |                        | Manda la 2.ª División de Infantería del IV Cuerpo de Ejército de Italia                            |
| 28 de abril de 1860      |                        | Ayudante de campo de Napoleón III                                                                  |
| 19 de octubre de 1867    |                        | Manda el Cuerpo Expedicionario a Roma                                                              |
| 29 de enero de 1868      |                        | Ayudante de campo de Napoleón III - Presidente del Comité de Infantería                            |
| 12 de marzo de 1868      | Senador                | |
| 28 de marzo de 1868      |                        | Manda las maniobras en Chalons                                                                     |
| 15 de octubre de 1869    |                        | Manda el III Cuerpo de Ejército en Nancy                                                           |
| 16 de julio de 1870      |                        | Manda el V Cuerpo de Ejército del Ejército del Rin                                                 |
| 2 de septiembre de 1870  |                        | Hecho prisionero por la capitulación de Sedan                                                      |
| 1 de abril de 1871       |                        | Regresa del cautiverio                                                                             |
| 14 de enero de 1875      |                        | Mantenido en la Primera Sección del Cuadro de Estado Mayor                                         |
| 15 de noviembre de 1892  |                        | Fallecido en Compiègne                                                                             |

## Campañas
- 1830 y 1831: Argelia
- 1851 a 1854:	Argelia
- 1854 a 1856: Guerra de Crimea
- 1859:	Campaña de Italia
- 1867:	Cuerpo expedicionario a Roma
- 1870: 	Guerra francoprusiana

## Condecoraciones
- Francesas
  - Medalla de Crimea
  - Medalla de Italia
  - Gran oficial de la Legión de Honor (25 de junio de 1859)
  - Medalla militar (26 de diciembre de 1868)
- Extranjeras
  - Caballero gran cruz de honor de la Orden del Baño (Reino Unido)
  - Medalla del valor militar de Cerdeña
  - 2.ª clase en la orden del Medjidi (Turquía)
  - Gran Cruz de la orden de Federico de Wurtemberg
  - Gran Cruz de los Santos Mauricio y Lázaro de Cerdeña.